# 런던부츠 1호 2호
런던부츠 1호 2호(ロンドンブーツ1号2号 론돈부츠이치고니고[*])는 요시모토 흥업에 소속된 일본의 오와라이 콤비다. 다무라 아쓰시와 타무라 료로 구성되어 있으며, 줄여서 런던부츠 또는 런부라고도 불린다.

## 구성원
- 다무라 아쓰시
- 타무라 료

†성은 같지만 혈연관계는 아니다.

## 출연 방송
- 런던하츠 (TV 아사히, 1999년 ~)